# Wild Things (песня)
«Wild Things» — песня, записанная канадской певицей и композитором Алессии Кары с её дебютного студийного альбома Know-It-All, вышедшая 2 февраля 2016 года в качестве второго сингла на лейбле Def Jam. Песня была написана Alessia Caracciolo, Coleridge Tillman, Thabiso «Tab» Nkhereanye, James Ho, продюсер Malay. Сингл занял позицию № 13 в чарте US Dance Club Songs). Тираж сингла в США превысил 1 млн копий и он получил платиновый статус. Видеоклип песни был выдвинут на премию 2016 MTV Video Music Awards.

## История
Песня получила положительные отзывы музыкальной критики и интернет-изданий: Idolator, Rolling Stone, Complex.
Музыкальное видео вышло 7 марта 2016 года (режиссёр Aaron A). Музыкальное видео песни было выдвинуто на премию 2016 MTV Video Music Awards в категории Лучшее поп-видео.

## Коммерческий успех
«Wild Things» достиг позиции № 63 в британском хит-параде.
Песня заняла позицию № 50 на Billboard Hot 100. «Wild Things» также достиг позиции № 34 в чарте Rhythmic (Billboard) и № 13 в чарте US Dance Club Songs (Billboard). В США тираж сингла превысил 1 млн копий и он получил платиновый статус.

## Чарты
| Чарт (2015-16)                         | Наивысшая позиция |
| -------------------------------------- | ----------------- |
| Австралия (ARIA)                       | 25                |
| Канада (Billboard Canadian Hot 100)    | 14                |
| Канада (Billboard AC)                  | 12                |
| Канада (Billboard CHR/Top 40)          | 5                 |
| Канада (Billboard Hot AC)              | 5                 |
| Чехия (Singles Digitál Top 100)        | 26                |
| Германия (GfK)                         | 76                |
| Ирландия (IRMA)                        | 66                |
| Italy (FIMI)                           | 67                |
| Нидерланды (Single Top 100)            | 58                |
| Новая Зеландия (Recorded Music NZ)     | 12                |
| Portugal (AFP)                         | 44                |
| Словакия (Singles Digitál Top 100)     | 25                |
| Швеция (Sverigetopplistan)             | 61                |
| Швейцария (Schweizer Hitparade)        | 51                |
| Великобритания (OCC UK Singles)        | 63                |
| США (Billboard Hot 100)                | 50                |
| США (Billboard Adult Pop Airplay)      | 34                |
| США (Billboard Dance/Mix Show Airplay) | 20                |
| США (Billboard Dance Club Songs)       | 13                |
| США (Billboard Pop Airplay)            | 14                |
| США (Billboard Rhythmic)               | 34                |

| Чарт (2016)                          | Позиция |
| ------------------------------------ | ------- |
| Канада (Canadian Hot 100)            | 27      |
| Новая Зеландия (Recorded Music NZ)   | 41      |
| США US Mainstream Top 40 (Billboard) | 50      |

## Продажи сингла
| Регион | Сертификация  | Продажи   |
| --- | ------------- | --------- |
| Австралия (ARIA) | Золотой       | 35 000    |
| Канада (Music Canada) | 3× Платиновый | 240 000   |
| Италия (FIMI) | Золотой       | 25 000    |
| Новая Зеландия (RMNZ) | Платиновый    | 15 000*   |
| США (RIAA) | Платиновый    | 1 000 000 |
| * Данные о продажах приведены только на основе сертификации. · ^ Данные о тиражах приведены только на основе сертификации. · Данные о продажах + прослушиваниях приведены только на основе сертификации. |               |           |